# Bad Schandau (Schiff, 1892)
Der Raddampfer Bad Schandau wurde 1891 in der Schiffswerft Blasewitz gebaut. Das Schiff wurde unter dem Namen Schandau mit der Baunummer 30 auf Kiel gelegt. Es war das zweite Schiff mit diesem Namen. 1928 erhielt es den Namen Bad Schandau.

## Die Zeit nach der Indienststellung bis 1945
Nach der Indienststellung als Glattdeckdampfer im Jahr 1892, fuhr das Schiff bis 1923 für die Sächsisch-Böhmische Dampfschiffahrts-Gesellschaft (SBDG). Nach der Einstellung des Geschäftsbetriebes fuhr das Schiff für die 1923 neu gegründete Sächsisch-Böhmische Dampfschiffahrt, Aktiengesellschaft (SBDA). Der ab 1926 übliche weiße Anstrich der Schiffe brachte ihr den Namen Weiße Flotte ein. 
Das Schiff hatte neben der Maschinenanlage auch die Schaufelräder der 1891 ausgemusterten Koenig Johann erhalten.
Im Winter 1926/27 erhielt das Schiff eine Dampfsteuermaschine der Deutschen Werke Kiel, ein Steuerhaus und eine elektrische Beleuchtung.
1927/28 erfolgten der Aufbau eines Oberdecks, der Ausbau der Radkästen, um Platz für den Einbau von Toiletten zu schaffen und der Einbau einer Dampfheizung. Sie bekam jetzt auch den weißen Anstrich. Nachdem Schandau 1920 den Titel „Bad“ erhalten hatte, wurde auch das Schiff nach dem Umbau  unter dem Namen Bad Schandau wieder in Dienst gestellt.
Im Sommer 1943 erhielt die Bad Schandau wie alle Dampfer einen Tarnanstrich. Im Zweiten Weltkrieg wurde das Schiff vom Deutschen Reich ohne Mannschaft gemietet und lag im Dessauer Leopoldshafen als Büroschiff für die Junkers-Werke.

## Die Zeit nach 1945

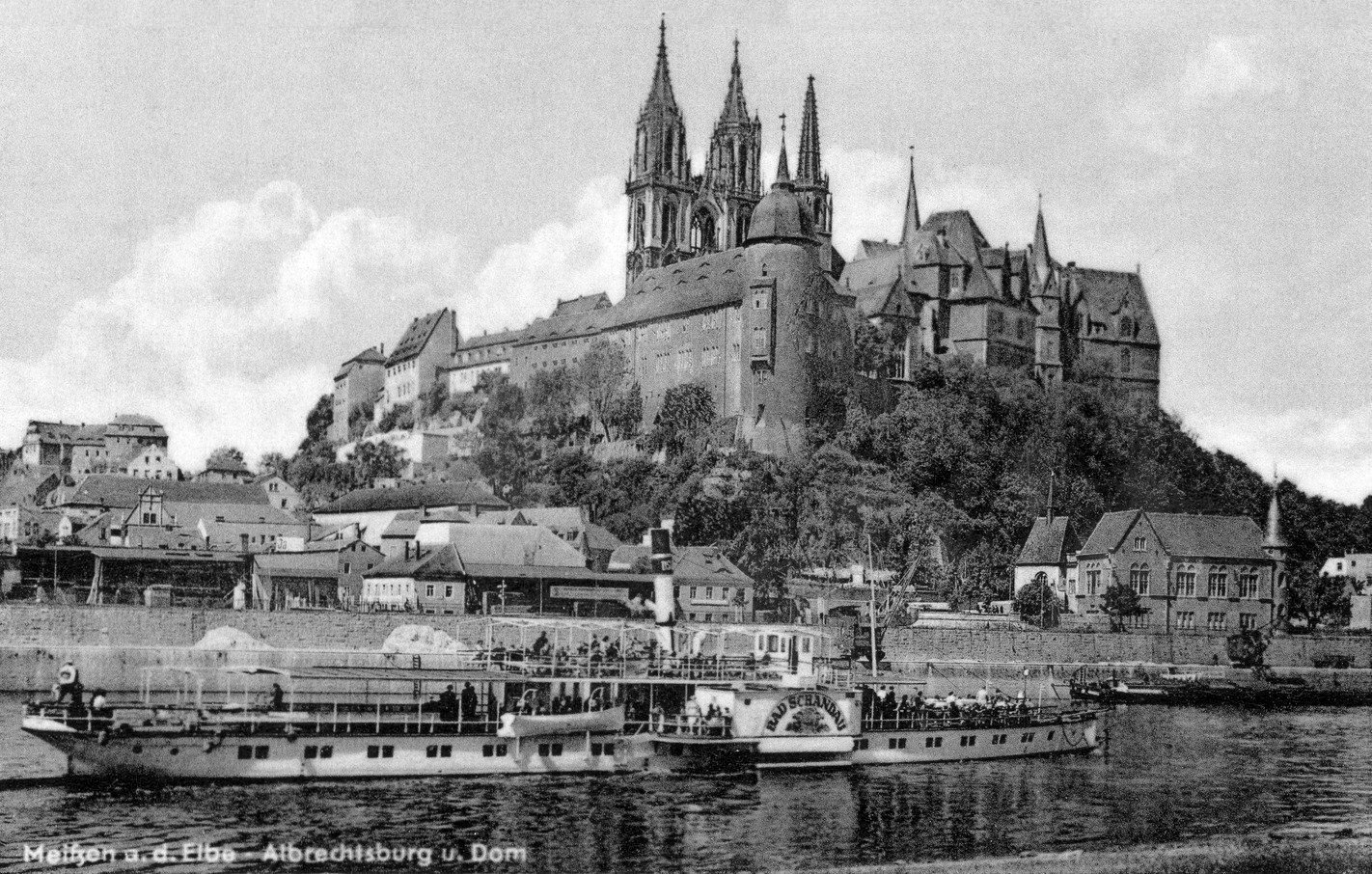
Raddampfer Bad Schandau vor der Albrechtsburg in Meißen

Im Jahr 1946 kam das Schiff wieder in Fahrt.
Die SBDA wurde am 1. Februar 1947 in Volkseigentum überführt und erhielt den Namen VEB Elbeschiffahrt Sachsen. Von 1950 bis 1957 gehörte sie zum VEB Deutsche Schiffahrts- und Umschlagszentrale (DSU). Nach deren Auflösung entstand 1957 der VEB Fahrgastschiffahrt und Reparaturwerft Dresden und ab 1967 der VEB Fahrgastschiffahrt Dresden.
1959 musste der noch von der Koenig Johann stammende Zylinderkessel ausgetauscht werden. Die „Weiße Flotte“ kaufte zu diesem Zweck die beiden Zylinderkessel des 1959 außer Dienst gestellten Radschleppers Geschwister Scholl von der VEB Deutsche Binnenreederei Berlin. Während einer der Kessel in die Bad Schandau eingebaut wurde, war der andere Kessel für die Riesa vorgesehen. Der für die Maschine zu große Kessel produzierte zu viel Dampf. Dieser entwich immer wieder geräuschvoll über das Überdruckventil und brachte damit dem Schiff den Namen „Kocher“ ein.
1965/66 erfolgt eine Generalüberholung von Schiff und Maschine in der Schiffswerft Laubegast.
In der Saison 1975 wurde das Schiff für 40 Tage an die ČSPL Děčín vermietet. Das Schiff kam hier auf der Strecke  Tetschen –  Herrnskretschen zum Einsatz.
Der zu große Kessel und die mit seinem Einbau gesteigerte Maschinenleistung führten zu Rissen im Maschinenfundament und im Maschinenfrahm. Daraufhin musste das Schiff 1976 außer Dienst gestellt werden. Zur Ersatzteilgewinnung wurde es im Neustädter Hafen in Dresden aufgelegt. Am 11. Dezember 1979 wurde es in der Schiffswerft in Aken angeliefert und ab dem 28. Januar 1980 abgewrackt. Die Dampfsteuermaschine wurde dem Verkehrsmuseum Dresden übergeben.

## Die Dampfmaschine
Die Dampfmaschine war eine oszillierende Hochdruck-Zweizylinder-Verbund-Dampfmaschine mit Einspritzkondensation. Die Leistung betrug 125 PSi. Gebaut wurde sie, wie auch der Zwei-Flammrohr-Zylinderkessel mit 5 bar Dampfdruck, 1874 von der Schweizer Maschinenbauanstalt Escher Wyss & Co. in Zürich für die Koenig Johann (II). Kessel und Maschine wurden nach einer Überholung in die Schandau eingebaut. Mit dem Einbau des gebrauchten Kessels mit 6,5 bar Dampfdruck im Winter 1959/60, wurde die Leistung der Maschine auf 135 PSi gesteigert. 
Mit dem Verschrotten der Dampfmaschine ging die älteste oszillierende Verbundmaschine der Flotte verloren.

## Kapitäne des Schiffes
- Carl August Richter 1893–1898
- Emil Leberecht Kunze 1899–1902
- Josef Hübel 1903–1913
- Oswin Julius Fritsche 1914–1920